# Alain Peyraube
Alain Peyraube est un linguiste français né le 22 novembre 1944 à Bordeaux.

## Carrière
Directeur de Recherche émérite du Centre national de la recherche scientifique, titulaire de la direction d’études de linguistique chinoise de l’École des hautes études en sciences sociales, il est un spécialiste reconnu d’études chinoises, de la syntaxe diachronique du chinois,,,, et de la typologie syntaxique et sémantique des langues sinitiques. Ses derniers travaux sont menés dans le cadre d’une approche théorique fonctionnaliste et cognitiviste.
Titulaire d’un doctorat de 3e cycle et d’un doctorat d’état publié par les éditions du Collège de France, il est l’auteur d’une centaine d’articles et de nombreux ouvrages.
Directeur du Centre de recherches linguistiques sur l'Asie orientale de 1983 à 2000, il a aussi dirigé l’Institut d’Études avancées de Lyon de 2010 à 2016.
Directeur-adjoint du Département Homme et société du CNRS de 1997 à 2001, il a été ensuite conseiller puis directeur adjoint à la direction de la recherche du ministère chargé de la recherche de 2002 à 2006, puis délégué scientifique régional pour l’Île-de-France au CNRS de 2007 à 2010.
Professeur honoraire de l’Université de Pékin depuis 2007, Membre honoraire de l’Académie chinoise des sciences sociales depuis 2008, Membre fondateur du Conseil européen de la recherche de 2005 à 2013 et Membre de l’Academia Europaea depuis 2006.

## Décorations
- Officier de la Légion d'honneur 14 juillet 2019[11].
- Chevalier de la Légion d'honneur 2008

## Distinctions
Lauréat du prix Julien Stanislas de l'Académie des Inscriptions et Belles-Lettres en 1988